# Gummi arabicum

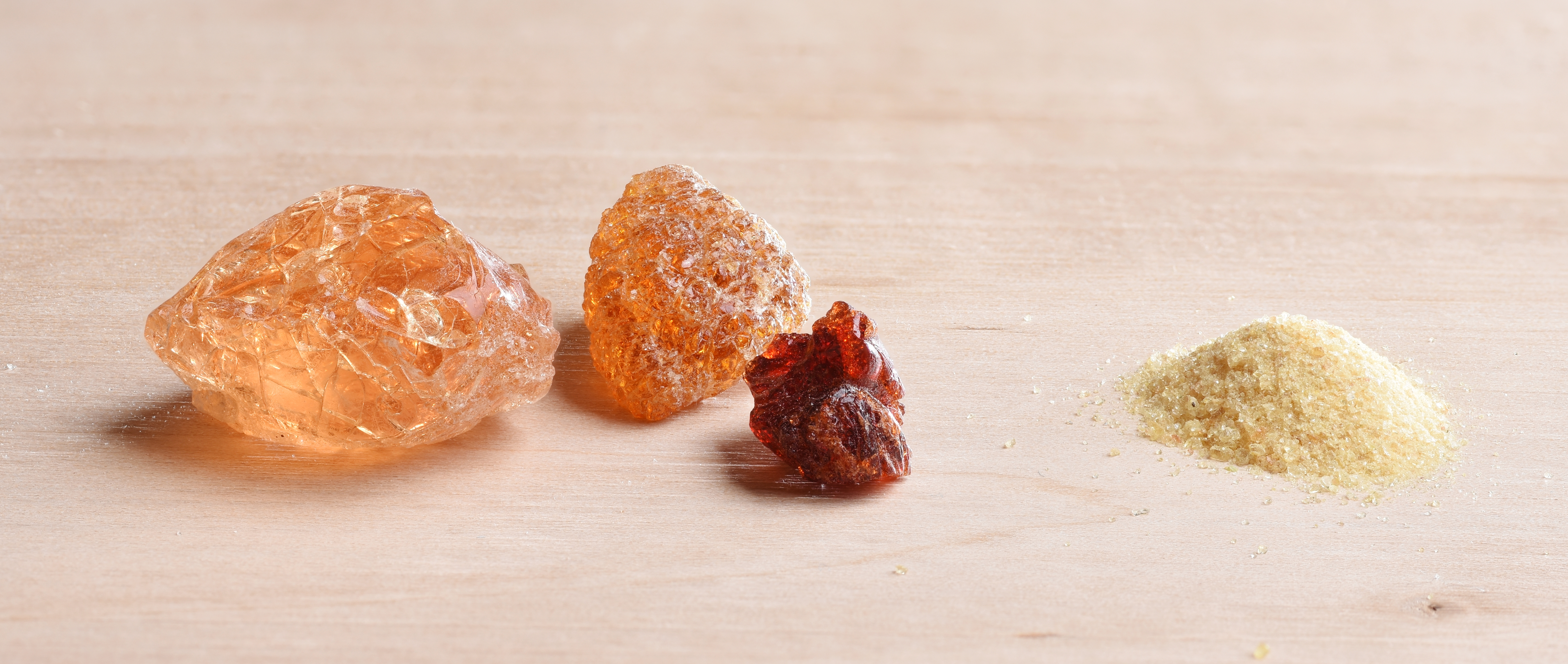
Gummi arabicum i fast form och som pulver.

Gummi arabicum, även kallat akaciagummi och arabiskt gummi, är ett förtjocknings- och stabiliseringsmedel som består av torkad mjölksaft från trädet Senegalia senegal (synonym Acacia senegal), som tillhör familjen ärt-/baljväxter (Fabaceae).
Gummi arabicum var känt redan av de gamla egyptierna, och har sedan dess använts i mat för människor och i djurfoder. Det är smakneutralt, och rikt på spårämnen.[källa behövs]
Som livsmedelstillsats (med E-nummer E 414) kan det användas för att framställa produkter med gummiartad konsistens, till exempel gummibjörnar, tuggummi och annat godis men även läsk, glass och bakelser. Det får användas i många olika livsmedel utan mängdbegränsning, dock inte mer än nödvändigt. Enligt Livsmedelsverket får det däremot inte användas i gelégodis som säljs i minibägare.
Löst i vatten kan det användas som klister för papper. Gummi arabicum är ofta bindemedlet för akvarellfärger och gouache.